# Странная история доктора Джекила и мистера Хайда (фильм, 1985)
«Странная история доктора Джекила и мистера Хайда» — советский художественный фильм режиссёра Александра Орлова, снятый по мотивам одноимённой повести Роберта Льюиса Стивенсона.

## Сюжет
Доктор Джекил составляет завещание в пользу загадочного мистера Хайда. Нотариус Аттерсон, подозревающий, что доктору грозит опасность, пытается выяснить истину. Оказывается, мистер Хайд пользуется неограниченным доверием доктора Джекила, слуги доктора выполняют все его распоряжения. А сам доктор Джекил ведёт себя всё более странно и подозрительно — общается с нотариусом только через окно, а потом вообще на несколько дней запирается у себя в кабинете. Наконец Аттерсон и слуга доктора решают взломать дверь в его кабинет, но находят там только тело Хайда, покончившего с собой. Доктор Джекил исчез бесследно, оставив лишь письмо с разгадкой своей тайны.

## В ролях
- Иннокентий Смоктуновский — доктор Джекил
- Александр Феклистов — мистер Хайд
- Анатолий Адоскин — Аттерсон
- Александр Лазарев — Лэньон
- Бруно Фрейндлих — Пул
- Алла Будницкая — Диана
- Эдуард Марцевич — Невил
- Леонид Сатановский — Ньюкомен
- Александр Вокач — Керью
- Александр Кириллов — Гест
- Татьяна Окуневская — старуха
- Николай Денисов — Джекил в молодости